# Helmut Dahringer
Helmut Dahringer (* 1919; † 7. Februar 2011) war ein deutscher Jurist und Kommunalpolitiker.

## Leben
Dahringer promovierte 1950 an der Albert-Ludwigs-Universität Freiburg.
Nachdem Josef Hollerbach auf eigenen Wunsch aus dem Bürgermeisteramt ausgeschieden war, wurde Dahringer zum neuen Bürgermeister von Gaggenau gewählt. In seine die Jahre 1968 bis 1984 umfassende Amtszeit fallen die Stadtkernsanierung sowie die Erhebung Gaggenaus zur Großen Kreisstadt im Jahr 1971. Mit letzterem wurde dem Bevölkerungswachstum im Zuge mehrerer Eingemeindungen Rechnung getragen. Dahringer wurde damit zum Oberbürgermeister.

## Ehrungen
- Verdienstkreuz am Bande der Bundesrepublik Deutschland
- 1984: Verdienstkreuz 1. Klasse der Bundesrepublik Deutschland
- 1984: Ehrenbürger der Stadt Gaggenau
- Das Helmut-Dahringer-Haus, ein Alten-, Wohn- und Pflegeheim in Gaggenau ist nach ihm benannt[2]